# Piotr Czardynin
Piotr Iwanowicz Czardynin (ros. Пётр Иванович Чардынин, ur. 27 stycznia?/8 lutego 1873 w mieście Czerdyń, w obecnym Kraju Permskim, zm. 14 sierpnia 1934 w Odessie) – rosyjski aktor teatralny i filmowy, reżyser i scenarzysta epoki kina niemego.

## Życiorys
Pochodził z chłopskiej rodziny. Jego prawdziwe nazwisko brzmiało Krasawcew lub Krasawczikow (ros. Красавцев / Красавчиков). Po ukończeniu w 1892 szkoły aktorskiej w Moskwie przyjął pseudonim Czardyn (ros. Чардын), który później zmienił na Czardynin. Pracował początkowo jako aktor teatralny, a w 1908 razem z całą trupą aktorską został zaangażowany do filmu. Rozpoczął stałą współpracę z wytwórnią filmową Aleksandra Chanżonkowa jako aktor, reżyser i scenarzysta. Od 1916 przeniósł się do wytwórni Dmitrija Charitonowa, która w 1918 została ewakuowana z Moskwy do Odessy. U Charitonowa pracował także jako operator filmowy (w latach 1917–1919). W 1920 udał się na emigrację do Włoch, Francji i Niemiec. Od 1921 przebywał głównie na Łotwie, gdzie znany mu z Odessy aktor Vilis Segliņš zaprosił go do organizacji studia filmowego, zajmującego się również kształceniem kadr kinematografii. Następnie (od 1923) zamieszkał w Ukraińskiej SRR i pracował w odeskiej wytwórni filmowej WUFKU (Wszechukraiński Zarząd Filmowo-Fotograficzny). Zmarł na raka wątroby.

## Wybrana filmografia
- 1909: Bojar Orsza (Боярин Орша) – aktor, reżyser, scenarzysta
- 1909: Martwe dusze (Мёртвые души) – aktor, reżyser, scenarzysta
- 1909: Ożenek (Женитьба) – reżyser
- 1910: Dama pikowa (Пиковая дама) – reżyser, scenarzysta
- 1911: Eugeniusz Oniegin (Евгений Онегин, reż. Wasilij Gonczarow) – aktor
- 1911: Sonata Kreutzerowska (Крейцерова сонтата) – aktor, reżyser
- 1913: 300-lecie rodu Romanowów (Воцарение дома Романовых) – reżyser (wspólnie z Wasilijem Gonczarowem), scenarzysta (wspólnie z W. Gonczarowem), aktor
- 1913: Domek w Kołomnie (Домик в Коломне) – reżyser
- 1913: Fałszywy banknot (Фальшивый купон) – reżyser, scenarzysta
- 1914: Mazepa (Мазепа) – reżyser (wspólnie z Edwardem Puchalskim)
- 1915: Katarzyna Masłowa (Катюша Маслова) – reżyser
- 1915: Natasza Rostowa (Наташа Ростова) – reżyser
- 1915: Potop (Потоп) – reżyser
- 1917: Przy kominku (У камина) – reżyser
- 1918: Milcz, smutku, milcz (Молчи, грусть… молчи…) – reżyser (wspólnie z Czesławem Sabinskim), scenarzysta
- 1920: Opowieść o siedmiu powieszonych (Рассказ о семи повешенных) – reżyser (wspólnie z Nikołajem Sałtykowem), scenarzysta
- 1921: Laiku viesulī – reżyser (Łotwa)
- 1921: Dubrowsky, der Räuber Ataman – aktor, reżyser, scenarzysta (Niemcy[1])
- 1925: Ukrazija (Укразия) – reżyser
- 1926: Taras Szewczenko (Тарас Шевченко) – reżyser
- 1927: Taras Triasiło (Тарас Трясило) – reżyser